# 陸昕之
陆昕之（？—511年），字庆始，北魏大臣，陆丽之孙，陆定国之子。
陆定国娶河东柳氏，生子陆安保，后娶范阳卢度世之女，生陆昕之。二妻都是士族于是嫡妾不分。陆定国亡后，两子争袭父爵。仆射李冲当权，与卢度世之子卢渊婚亲相好。陆昕之由是承爵。陆安保沉废贫贱，不免饥寒。陆昕之风望端雅，袭爵，例降为东郡公。娶魏献文帝之女常山公主，拜驸马都尉。历任通直郎。景明年间，以堂叔陆琇之罪免官。后来因为是驸马，历任通直散骑常侍、司徒司马，加辅国将军，出任兖州刺史。进号安东将军、青州刺史。在青州以宽平著称。转任安北将军、相州刺史。永平四年（511年）夏，陆昕之卒。赠镇东将军，冀州刺史，谥号惠。陆昕之容貌柔谨，孝文帝非常喜欢他。陆昕之死后，母亲卢氏思念悲伤而亡。公主侍奉婆婆有孝顺之名，神龟初年，与穆氏顿丘长公主并为女侍中。性不妒忌，以陆昕之无子，为他纳妾媵，但都是生下女儿。公主有三女无子，以陆昕之从兄陆希道第四子陆子彰为后。